# HD 214953
HD 214953，又名CD-4714307，SAO 231257、HR 8635，是一颗恒星，视星等为5.98，位于銀經345.74，銀緯-57.8，其B1900.0坐标为赤經22h 36m 39.3s，赤緯-47° -57.8′ 29″。